# Diocesi di Mazatlán
La diocesi di Mazatlán (in latino: Dioecesis Mazatlanensis) è una sede della Chiesa cattolica in Messico suffraganea dell'arcidiocesi di Durango. Nel 2021 contava 914.623 battezzati su 975.428 abitanti. È retta dal vescovo Mario Espinosa Contreras.

## Territorio
La diocesi comprende la parte meridionale dello stato messicano di Sinaloa. Appartengono alla diocesi i comuni di Elota, Cosalá, San Ignacio, Concordia, Mazatlán, El Rosario e Escuinapa.
Sede vescovile è la città di Mazatlán, dove si trova la cattedrale dell'Immacolata Concezione.
Il territorio si estende su una superficie di 19.105 km² ed è suddiviso in 51 parrocchie.

## Storia
La diocesi è stata eretta il 22 novembre 1958 con la bolla Qui hominum di papa Giovanni XXIII, ricavandone il territorio dall'arcidiocesi di Durango e dalla diocesi di Sinaloa (oggi diocesi di Culiacán).
Il 18 giugno 1967, con la lettera apostolica Nullis maculi offuscata, papa Paolo VI ha proclamato la Beata Maria Vergine Immacolata e i Santi Pietro e Paolo patroni della diocesi.
Il 10 giugno 1968 ha ceduto una porzione del suo territorio a vantaggio dell'erezione della prelatura territoriale di El Salto.

## Cronotassi dei vescovi
Si omettono i periodi di sede vacante non superiori ai 2 anni o non storicamente accertati.
- Miguel García Franco † (18 dicembre 1958 - 8 marzo 1981 deceduto)
- Rafael Barraza Sánchez † (19 ottobre 1981 - 3 marzo 2005 ritirato)
- Mario Espinosa Contreras, dal 3 marzo 2005

## Statistiche
La diocesi nel 2021 su una popolazione di 975.428 persone contava 914.623 battezzati, corrispondenti al 93,8% del totale.
| anno | popolazione | popolazione | popolazione | presbiteri | presbiteri | presbiteri | presbiteri                | diaconi | religiosi | religiosi | parrocchie |
| anno | battezzati  | totale      | %           | numero     | secolari   | regolari   | battezzati per presbitero | diaconi | uomini    | donne     | parrocchie |
| ---- | ----------- | ----------- | ----------- | ---------- | ---------- | ---------- | ------------------------- | ------- | --------- | --------- | ---------- |
| 1965 | -           | 331.262     | -           | 51         | 42         | 9          | -                         |         | 9         | 110       | 21         |
| 1968 | 308.814     | 312.000     | 99,0        | 55         | 46         | 9          | 5.614                     |         | 9         | 115       | 18         |
| 1976 | 336.000     | 350.000     | 96,0        | 63         | 56         | 7          | 5.333                     |         | 8         | 164       | 22         |
| 1980 | 347.000     | 354.000     | 98,0        | 62         | 62         |            | 5.596                     |         | 1         | 96        | 28         |
| 1990 | 597.000     | 615.812     | 96,9        | 76         | 68         | 8          | 7.855                     |         | 9         | 116       | 36         |
| 1999 | 660.680     | 710.411     | 93,0        | 75         | 65         | 10         | 8.809                     |         | 10        | 142       | 38         |
| 2000 | 671.400     | 722.007     | 93,0        | 76         | 66         | 10         | 8.834                     |         | 11        | 137       | 38         |
| 2001 | 682.100     | 733.445     | 93,0        | 76         | 68         | 8          | 8.975                     |         | 9         | 135       | 38         |
| 2002 | 692.000     | 744.177     | 93,0        | 84         | 77         | 7          | 8.238                     |         | 8         | 147       | 40         |
| 2003 | 702.171     | 755.023     | 93,0        | 80         | 73         | 7          | 8.777                     |         | 8         | 128       | 40         |
| 2004 | 711.691     | 765.248     | 93,0        | 77         | 70         | 7          | 9.242                     |         | 7         | 137       | 40         |
| 2013 | 774.000     | 835.000     | 92,7        | 87         | 79         | 8          | 8.896                     |         | 9         | 106       | 48         |
| 2016 | 906.565     | 992.470     | 91,3        | 89         | 82         | 7          | 10.186                    |         | 8         | 117       | 50         |
| 2019 | 922.130     | 1.009.320   | 91,4        | 90         | 83         | 7          | 10.245                    |         | 8         | 115       | 50         |
| 2021 | 914.623     | 975.428     | 93,8        | 91         | 84         | 7          | 10.050                    |         | 8         | 116       | 51         |